# Núcleo paratenial
El núcleo paratenial (en latín: nucleus parataenialis), es un componente de los núcleos medianos del tálamo. Es a veces subdividido en el núcleo parataenialis interstitialis y el núcleo parataenialis parvocellularis (Hassler). Está localizado por encima del límite del núcleo paraventricular del tálamo y bajo el núcleo anterodorsal.
El núcleo paratenial recibe entradas de un número grande de regiones en el tronco del encéfalo, hipotálamo y sistema límbico. Proyecta a una gama igualmente ancha, pero en una manera bastante concreta (antiguamente, los núcleos de la línea media han sido descritos como "no específicos" debido a sus efectos globales). Las proyecciones particulares incluyen el córtex frontal medial, el córtex anterior del cíngulo, la ínsula, la corteza piriforme y entorrinal, el subiculum ventral, el claustro, el núcleo y concha del núcleos accumbens, el estriado medial, el núcleo del lecho de la estría terminal y partes caudales de los núcleos centrales y basales de la amígdala.
La función exacta del núcleo es incierta, su conectividad sugiere que él (y el núcleo periventricular) puede actuar como puerta para información multimodal del sistema límbico para seleccionar respuestas apropiadas. Esto podría incluir valores de incentivo alto de alimentarios provocando comportamientos de alimentación incluso cuando se está saciado. En cambio, los núcleos de la línea media también pueden tener una función en la recuperación de condicionantes de miedo consolidado a través de la proyección al núcleo central de la amígdala.